# Аблатив
Аблати́в (від лат. ablātīvus < ablātus < aufero — «відношу», «відкладаю»), відкладний відмінок, іноді орудно-місцевий відмінок — відмінок, який вказує на вихідний пункт траєкторії руху одного з учасників ситуації. Характерний для багатьох мов, слов'янським мовам не властивий.
Слова у відкладному відмінку відповідають на такі запитання: «звідки?», «від кого?», «від чого?», «чому?».
Українськими відповідниками відкладного відмінка є прийменники від, з у поєднанні з родовим відмінком.

## Індоєвропейські мови

### Латинська мова
Аблатив у латинській мові (ablativus) зазвичай використовується як прислівник і є ознакою дії, вираженої дієсловом. Має багато застосувань та походить від трьох відмінків праіндоєвропейської мови: аблативу, орудного та місцевого.
Інколи має назву прислівникового через своє значення: magnā (cum) celeritāte («дуже швидко», «з величезною швидкістю»).
Латинський супін в аблативі (так званий «супін II», «супін на-U») служить додатком при прикметнику в деяких стійких виразах: jūcundus cōgnitū («приємний для пізнання»), horribile dictū («страшно сказати»).
Відкладний відмінок вживається для позначення агента, знаряддя або способу дії: oppidum vallo cingitur («поселення оточене валом»), libri a discipulis leguntur («книжки читаються учнями»), docendo et cogitando («вченням і міркуванням»), igni et ferro («вогнем і залізом», «вогнем і мечем»). У цьому значенні аблатив поширений у девізах, українською він перекладається зазвичай орудним відмінком (virtute et educatione — «доблестю і просвітою»). Окрім того, його вживають для позначення місцезнаходження (in Romā — «у Римі», in horto — «у саду», in domu — «у домі», in mari — «у морі/на морі»), на українську в цьому разі він перекладається місцевим відмінком.
Слово «ребус» (лат. rebus) за походженням являє собою форму відкладного відмінка множини іменника res («річ»), тобто «від речей», «речами».

### Албанська мова
В албанській мові аблатив є п'ятим відмінком та має назву rasa rrjedhore.

### Санскрит
У граматиці санскриту аблатив є п'ятим відмінком (panchami) та має схожі граматичні функції з латинським аналогом.
Іменники у цьому відмінку зазвичай відповідають предмету, від чи з якого щось з'явилось чи виникло — наприклад, patram vṛkṣāt patati («листок падає з дерева»).
Відмінок має кілька інших призначень, зокрема, коли дія відбувається з причини чи без певного суб'єкта; або з іменником, що позначає відстань чи напрям.

### Палі (мова)
У мові палі аблатив є п'ятим відмінком(pañcamī-vibhatti) та зазвичай відповідає на питання "від чого?" або "з чого?", наприклад- assasmā patami(«я падаю з коня») До того ж має й інші подібні функції, як у аблативі в санкриті, до прикладу- причина виконання певної дії або порівняння(silaṃ sutā seyyo- мораль краща за навчання)

### Вірменська мова
У західновірменській мові аблатив утворюється суфіксом -e (невизначений) чи -en (визначений).
Mart — чоловік
Marten — від чоловіка (визн.)
Marte — від чоловіка (невизн.)
Doon — будинок
D'nen — з будинку (визн.)
D'ne — з будинку (невизн.)
У східновірменській мові суфікс -its вживається для усіх іменників.
Mard — чоловік
Mardits — від чоловіка
Toon — будинок
T'nits — з будинку
Обидва суфікси мають походження з класичної вірменської. Західний суфікс -e походить з форми однини у класичній, східний -its відповідно з множинної, проте в обох сучасних діалектах вони не залежать від числа.
Приклади застосування (західний варіант):
- Рух від вказаного предмета.
  - KAGHAKEN katsi. — Я прийшов з міста.
  - ASTEGHEN heroo g'abrei. — Я жив далеко звідси.

- Вказує на агента при використанні пасиву.
  - INE misht g' sirveis. — Ти завжди була любима мною.
  - AZAD'CHNEREN azadetsank. — Ми були звільнені визволителями.

- У розмовній вірменській — для конструкції порівняння:
  - Inch MEGHREN anoosh eh? — Що є солодшим за мед? (приказка)
  - Mariam EKHPEREN b'zdig eh. — Марія менша (молодша) за свого брата.

- Керування відмінками у випадку післяйменників (англ. postpositions).
  - INE var — піді мною.
  - KEZME ver — над тобою.
  - ANONTSME verch — після них.
  - MEZME arach — перед нами.

### Слов'янські та балтійські мови
У балто-слов'янських мовах індоєвропейський аблатив злився з родовим відмінком. До праіндоєвропейських значень відкладного відмінка сходять такі значення слов'янського родового відмінка: 1) вираження проявлення якихось почуттів; 2) вираження відділення, позбуття від чогось; 3) вираз додатка при вищому ступені порівняння прикметників.

## Тюркські мови

### Азербайджанська мова
Аблатив в азербайджанській мові (азерб. çıxışlıq hal) виражений суфіксами -dan або -dən. Приклади: Ev («будинок») — evdən («від/з будинку»).

### Турецька мова
Аблатив у турецькій мові (тур. den hali, uzaklaşma hali) виражається суфіксами -den, -dan, -ten або -tan, де вибір зумовлюється гармонією голосних та приголосних. Приклади:
- Ev («будинок») — evden («від/з будинку»)
- At («кінь») — attan («від/з коня»)
- Ses («звук», «гучність») — sesten («від звуку», «гучності»)

У деяких випадках аблатив відповідає значенню причини, у цих ситуаціях після аблативу може йти необов'язкове слово dolayı («через», «з причини»).
- ondan dolayı — «тому, з цієї причини»
- Yüksek sesten (dolayı) rahatsız oldum — «Мені було некомфортно через гучний звук».

## Деякі мови, що мають аблатив
- З індоєвропейських мов:
  - Давньогрецька мова
  - Вірменська мова
  - Хеттська мова
  - Італьські мови
  - Санскрит
  - Палі
- З тюркських мов:
  - Азербайджанська мова
  - Башкирська мова
  - Казахська мова
  - Киргизька мова
  - Кримськотатарська мова
  - Татарська мова
  - Турецька мова
  - Узбецька мова
  - Чуваська мова
- З угро-фінських:
  - Карельська мова
  - Фінська мова
  - Естонська мова
  - Угорська мова
- З картвельських:
  - Лазька мова
- З палеоазійських:
  - Чукотська мова
  - Ітельменська мова
- З індіанських мов:
  - Кечуа
- Японська мова
- Квенья — вигадана мова ельфів Толкіна